# Trichoxys viridicollis
Trichoxys viridicollis är en skalbaggsart som först beskrevs av Louis Alexandre Auguste Chevrolat 1860. Trichoxys viridicollis ingår i släktet Trichoxys och familjen långhorningar.
Artens utbredningsområde är:
- Costa Rica.
- Guatemala.
- Honduras.
- Panama.

Inga underarter finns listade i Catalogue of Life.